# Фен

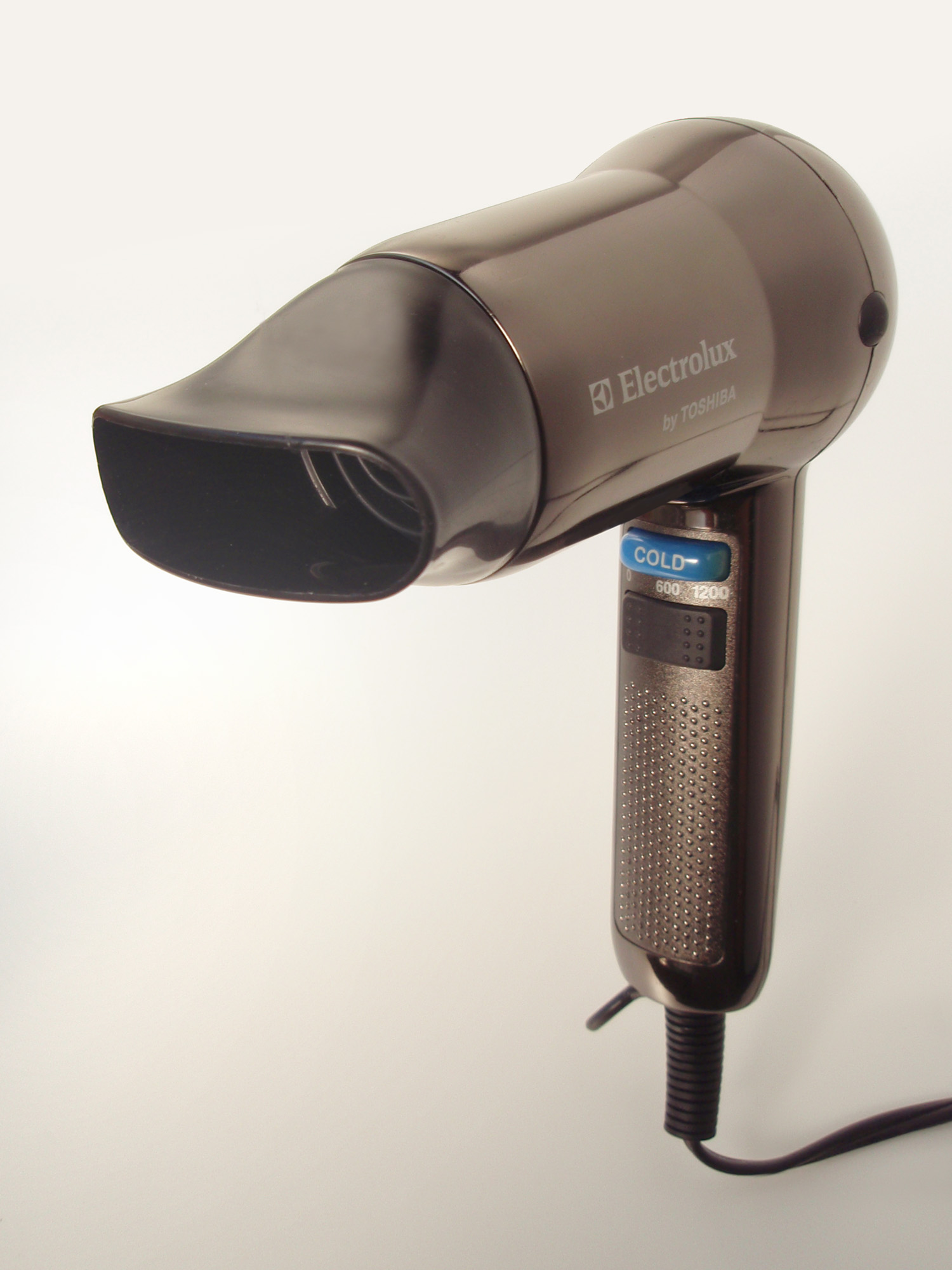
Фен для волосся

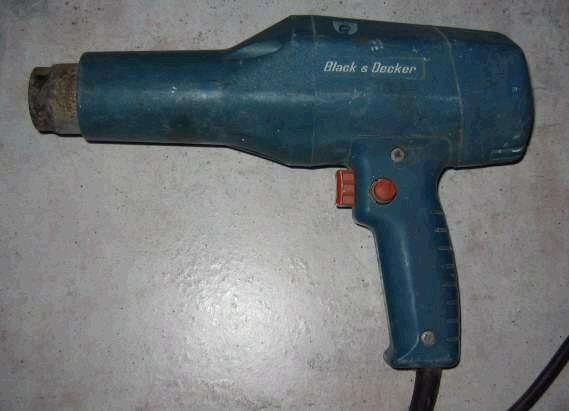
Будівельний фен

Фен — електричний прилад, що генерує спрямований потік підігрітого повітря. Важливою особливістю фена є можливість направити підігріте повітря у точно визначену область.
Походження слова «фен» пов'язане з німецькою торговою маркою «Fön», що була зареєстрована в 1908 році виробником електрообладнання компанією AEG, і названа на честь теплого альпійського вітру — фену.

## Будівельний фен
Будівельний фен відрізняється здатністю видавати потік повітря, нагрітого до температури близько 300—500 ° C, але з невисокою швидкістю. Різні моделі будівельних фенів можуть мати також і режими з більш низькою температурою повітря, наприклад, 50 ° C. Існують моделі, що дозволяють отримувати повітря з температурами в діапазоні 50-650 ° C з кроком в 10 ° C або плавним регулюванням. Деякі моделі дозволяють регулювати витрату повітря.